# Vol 242 de Southern Airways
El vol 242 de Southern Airways va ser un vol domèstic dels Estats Units que va haver de realitzar un aterratge d'emergència a una autopista de New Hope, Geòrgia. Segons les investigacions posteriors, la intensa pedregada que va patir al travessar una severa tempesta elèctrica, el 4 d'abril de 1977, va fer malbé els seus dos motors. L'avió que realitzava aquest vol era un McDonnell Douglas DC-9-31.
En el moment de l'accident l'avió volava des de Huntsville, Alabama a Atlanta, Geòrgia. Seixanta-tres de les persones a bord van morir (inclosos els pilots) juntament amb nou persones a terra. Vint-i-dos passatgers van sobreviure incloses les auxiliars de vol.

## Avió i tripulació

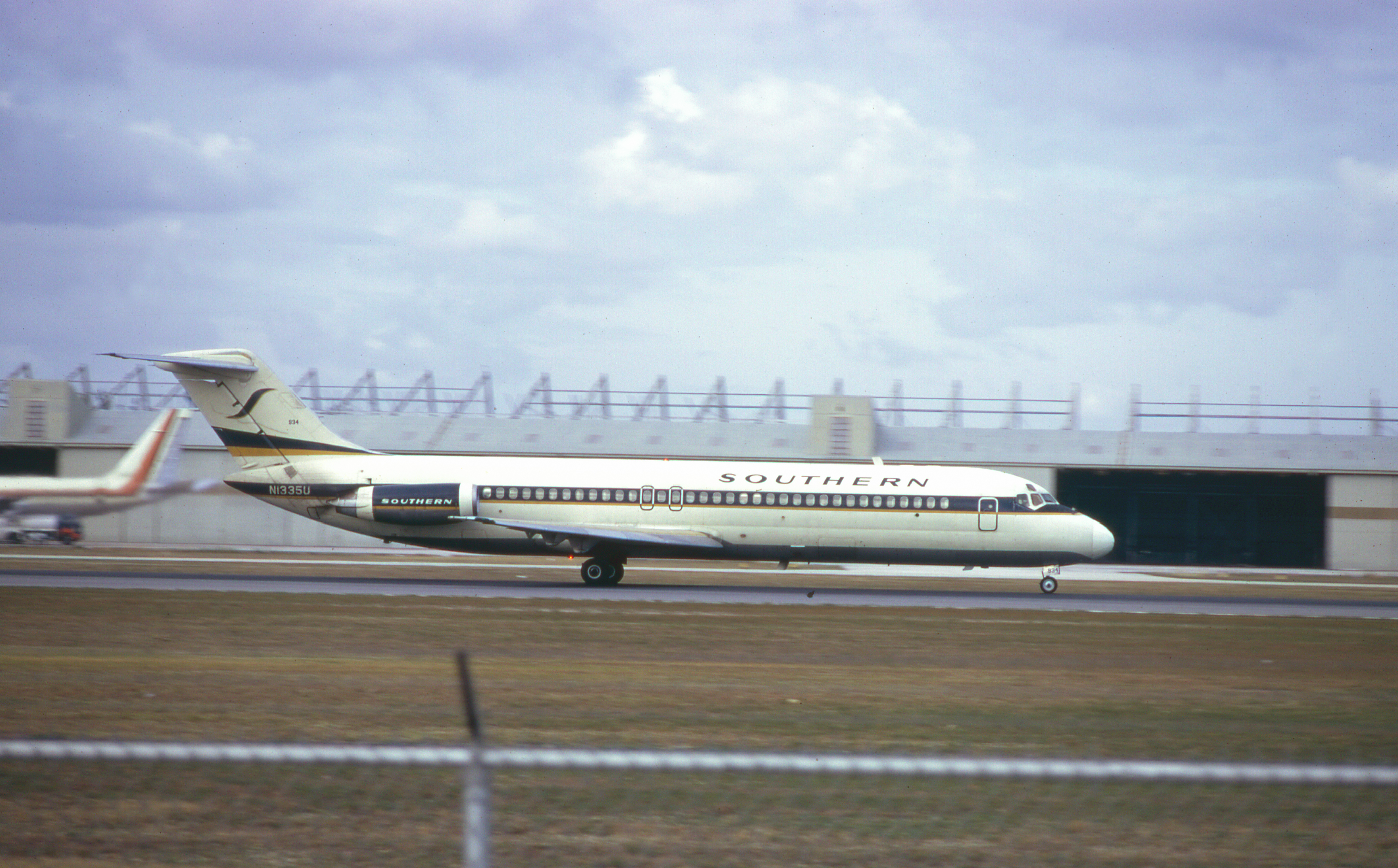
L'avió involucrat en l'accident fotografiat l'any 1973.

L'aeronau era un McDonnell Douglas DC-9-31 de 6 anys i 6 mesos lliurat a Southern Airways el juny de 1971.
La tripulació estava composta pel capità William W. "Bill" McKenzie, de 54 anys, un pilot molt experimentat amb 19.380 hores de vol (incloses 3.205 hores amb el DC-9), i el primer oficial Lyman W. Keele Jr., de 34 anys, amb 3.878 hores de vol, 235 de les quals amb el DC-9.
Les dues auxiliars a bord del vol 242 eren Catherine Lemoine-Cooper i Sandy Purl Ward.

## Accident

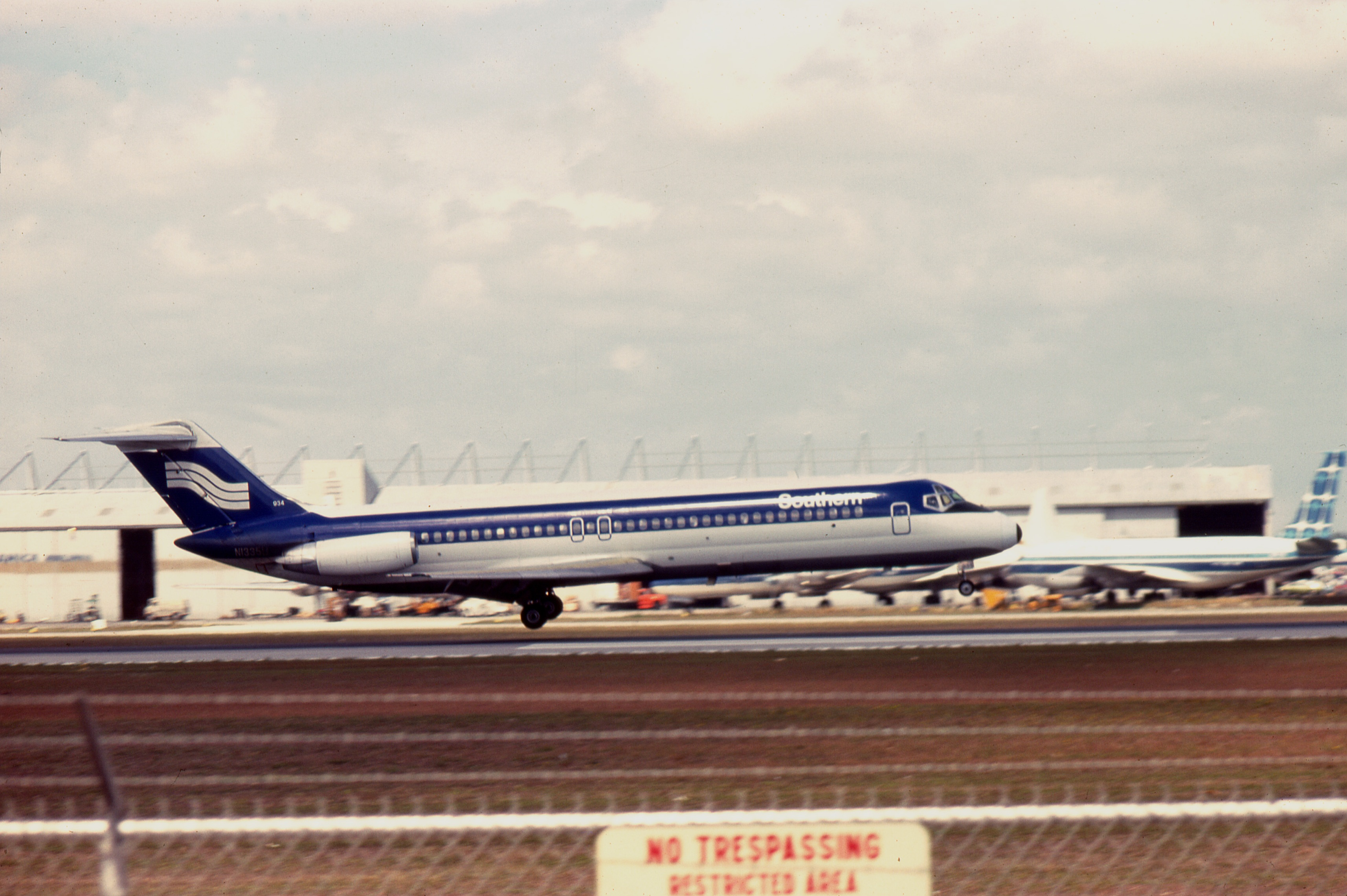
L'avió sinistrat a l'Aeroport Internacional de Los Angeles.

La informació meteorològica que els pilots van rebre de Southern Airways a l'Aeroport de Huntsville, Alabama, per a la ruta fins a Atlanta, Georgia, era de feia, almenys, dues hores i no preveia tempestes severes. Aquesta informació, doncs, no estava actualitzada. De fet, la tripulació havia volat en aquella àrea a primeres hores d'aquell mateix dia i només havia trobat lleus turbulències i pluges moderades.
L'any 1977 els pilots depenien més dels seus propis coneixements que del Control de Trànsit Aeri. Entre la informació dels controladors, el radar del que disposaven i el que veien, prenien les seves decisions pertinents per eludir les males condicions meteorològiques.
En el transcurs del dia, el sistema meteorològic s'havia intensificat i l'aeronau va entrar en una tempesta elèctrica amb llamps, forta pluja i pedra de la mida d'una pilota de tennis. La pedregada va esquerdar el parabrises mentre que la forta pluja i la grandària de la calamarsa, obstruïen les sortides de flux d'aire dels motors i aquests deixaven de funcionar.
La tripulació va intentar reiniciar els motors sense èxit, mentre tractaven de buscar un camp d'aterratge d'emergència dins del seu abast.
El control de trànsit aeri va suggerir la Base de la Força Aèria Dobbins, a Marietta, Geòrgia, a uns 27 Km al Nord-nord-oest de l'Aeroport Internacional de Hartsfield-Atlanta, però estava massa lluny.
Una altra opció era l'Aeroport de Cartersville, un aeroport d'aviació general a uns 6 Km al Sud-oest de Cartersville, Geòrgia. Aquesta opció també va ser descartada perquè havia quedat darrere de la ruta de l'avió i també fora de l'abast dels pilots.
El que el control de trànsit aeri no va comunicar, és que, en el moment de l'emergència, els pilots tenien un aeroport molt a prop al que sí que haurien pogut arribar. Aquest era l'Aeroport Cornelius Moore situat a uns 8 km a l'est de Cedartown, Geòrgia i uns 8 Km a l'Oest-nord-oest de Rockmart, Geòrgia. Els controladors no van informar d'aquesta possibilitat perquè estava fora del seu radar i, per tant, no coneixien la seva existència.
Ara la tripulació es quedava sense opcions. Disminuint d'altitud, amb el parabrises trencat i sense potència als motors, els pilots van fer contacte visual amb el sòl i van trobar una secció recta d'una carretera, l'autopista 92 a l'alçada de New Hope, Geòrgia. Durant l'aterratge a l'autopista, l'avió va xocar contra una estació de benzina, botigues, estructures pròximes i un cotxe ple de gent.
Els dos pilots i 61 passatgers van morir a causa de l'impacte durant l'aterratge i el foc produït per la col·lisió juntament amb nou persones a terra. Van sobreviure 22 persones incloses les dues auxiliars de vol.

## Lloc de l'accident

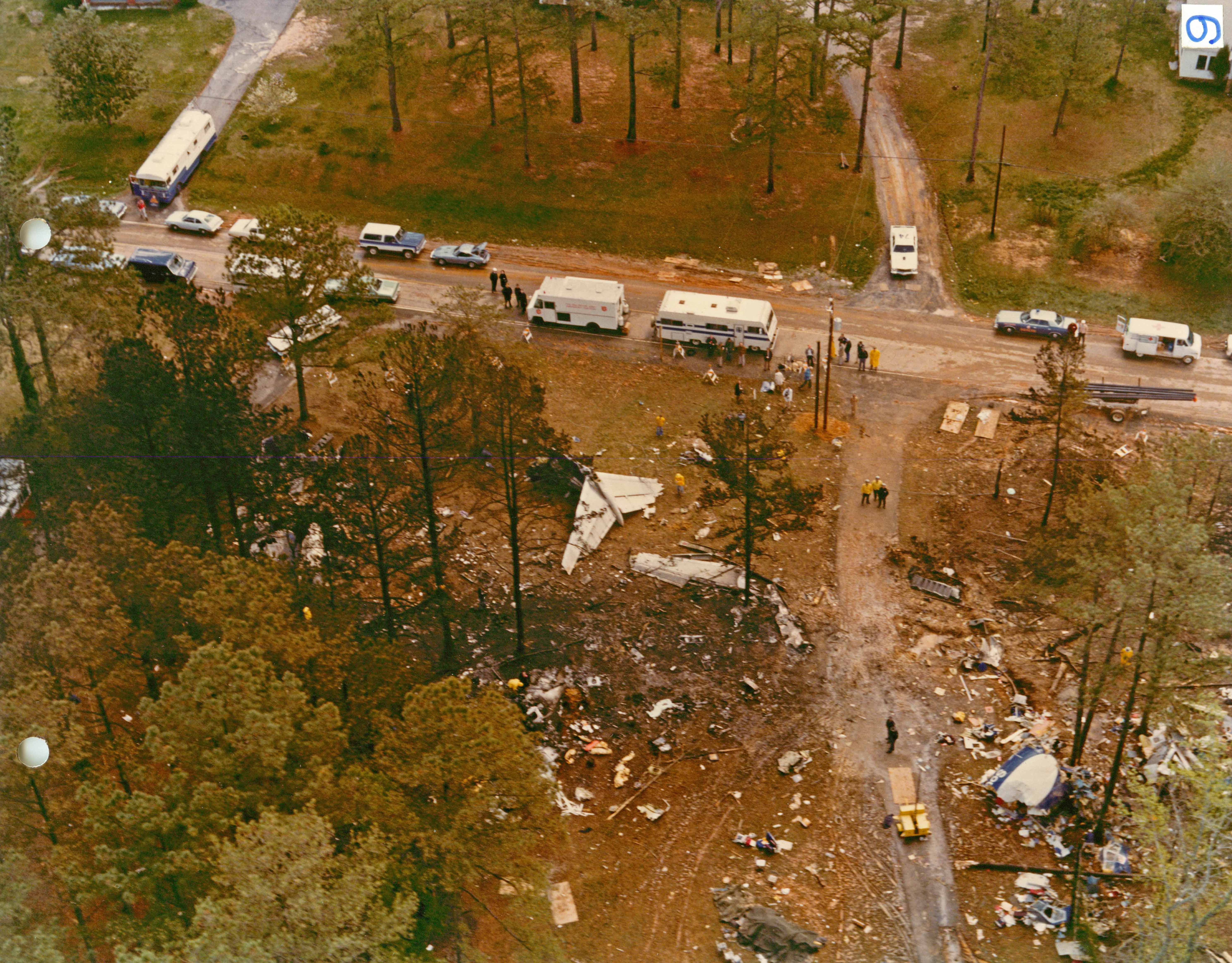
Vista aèria de les restes de l'accident.

La NTSB va identificar el lloc de l'accident com a Autopista 92 Spur, dividint New Hope, Geòrgia. També inclouen les coordenades geogràfiques 33°57'45"N 84°47'13"W. La secció de carretera utilitzada per a l'aterratge forçós, anteriorment anomenada Autopista 92 Spur de l'Estat de Geòrgia ara es diu Autopista Dallas - Acworth (ruta 381 de l'Estat de Geòrgia). A la petita comunitat de New Hope, al comtat de Paulding, es va realitzar un memorial en homenatge als supervivents i morts en l'accident del vol 20 anys després. El lloc està a 17,7 km de l'Aeroport de Cartersville i a 24,9 km de la base de la Força Aèria Dobbins.

## Investigació i informe final de laNTSB(National Transportation Safety Board)

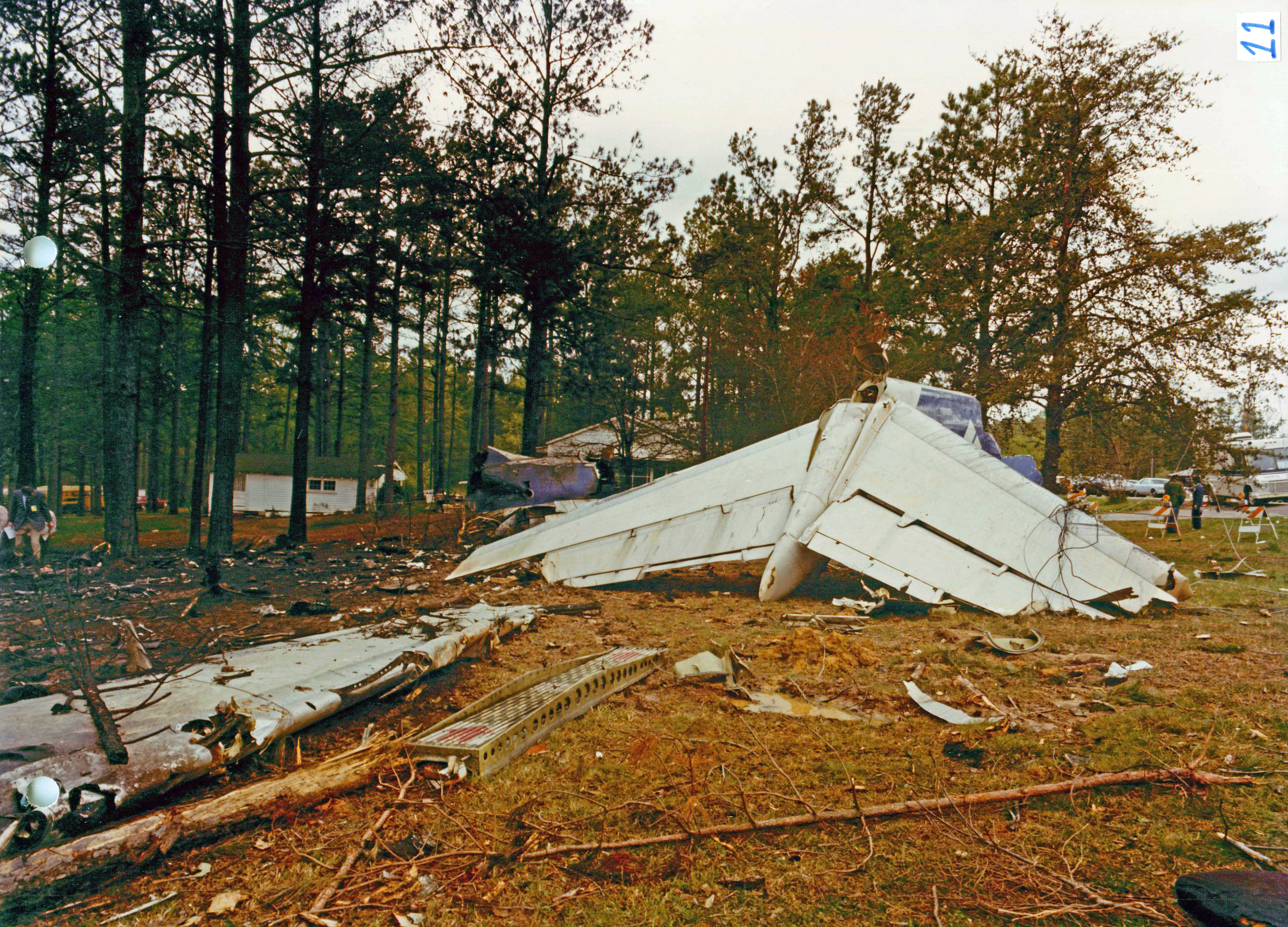
Restes de l'avió després de l'accident.

La NTSB va investigar l'accident i va concloure la causa probable en el seu informe definitiu, emès el 26 de gener de 1978:
La Junta Nacional de Seguretat del Transport va determinar que la causa probable d'aquest accident va ser la pèrdua total de potència dels dos motors, mentre l'avió entrava en una zona de tempestes severes. La pèrdua de potència va ser causada per la ingestió de grans quantitats d'aigua que en combinació amb l'obstrucció de les sortides de flux d'aire per la grandària de la calamarsa, va ocasionar greus danys als compressors dels motors.
La NTSB també va incloure els següents factors causants de l'accident:
Entre els principals factors s'inclouen la deficiència del sistema de l'empresa per a proporcionar a la tripulació informació meteorològica actualitzada relativa a la ruta prevista del vol. La dependència del capità del radar de l'avió i les limitacions en el sistema de control de trànsit aeri de l'Administració Federal d'Aviació que impedien la difusió en temps real de la informació meteorològica a la tripulació.
Pel que fa a la tripulació la NTSB va concloure que:
Les auxiliars de vol van actuar de manera encomiable per proporcionar una àmplia informació d'emergència als passatgers per a la seva protecció en preparació per a un aterratge d'emergència. Això va contribuir al nombre de supervivents a bord de l'avió.
Les auxiliars de vol a bord del vol 242 eren Catherine Lemoine Cooper i Sandy Purl Ward. La NTSB va assenyalar en el seu informe que malgrat que els pilots no es van comunicar amb la tripulació de cabina durant l'emergència, les auxiliars de vol van informar els passatgers de la situació i els van preparar per a l'aterratge d'emergència quan l'avió va començar a perdre altitud. Just abans de l'aterratge, sense previ avís dels pilots sobre la situació, les auxiliars de vol van veure arbres per les finestres i van cridar als passatgers l'ordre: Preparin-se per a l'impacte!, també van ajudar a evacuar als passatgers de l'avió en flames després de l'aterratge forçós.
Sandy Purl Ward va escriure el llibre Am I Alive? sobre l'experiència i és oradora motivacional. En el seu llibre descriu la història de l'accident.
Segons una anàlisi posterior a l'accident del NWS (National Weather Service): 
El sistema de tempestes que es va desenvolupar pel nord-est d'Alabama i el nord-oest de Geòrgia la tarda del 4 d'abril de 1977, va ser un dels sistemes de tempestes més severs dels Estats Units en els darrers 3 anys. A més, la velocitat del seu moviment va ser dels més ràpids registrats fins al moment. Es van incloure al sistema uns 20 tornados i 30 tempestes severes.

## Recomanacions de la NTSB
En el seu informe, la NTSB recomana a l'Administració Federal d'Aviació:
- Assignar un meteoròleg a cada centre de control del tràfic aeri.
- Informar amb precisió de les condicions meteorològiques a les tripulacions.
- Millorar el radar dels avions.
- Establir una escala estàndard per a la intensitat de les tempestes.
- Facilitar la comunicació entre la informació meteorològica de l'Administració Federal d'Aviació i les companyies aèries.

## Similitud amb altres accidents i incidents aeris
- El vol 932 de Southern Airways va ser el primer accident fatal de l'aerolínia, l'any 1970.

- El vol 9 de British Airways va perdre la potència dels seus motors després que el Boeing 747 passés per un núvol de cendra volcànica, el 24 de juny de 1982 en sobrevolar Indonèsia durant el seu trajecte a Perth, Austràlia.

- El vol 143 de Air Canada va aterrar d'emergència en una antiga base aèria en Gimli, Manitoba el 23 de juliol de 1983, després que el Boeing 767 que es realitzava aquest vol es quedés sense combustible.

- El vol 191 de Delta Airlines, un Lockheed L-1011 Tristar, es va estavellar, el 2 d'agost de 1985, contra un tanc d'aigua pròxim a la pista d'aterratge 23L, enmig d'una tempesta elèctrica. Igual que el vol 242 el vol 191 de Delta Airlines es va veure atrapat en una tempesta elèctrica i no comptava amb un radar adequat a bord per a detectar micro-ràfegues.

- El vol 110 de TACA va perdre potència en els seus motors el 24 de maig de 1988 quan el Boeing 737 que realitzava aquest vol es dirigia a Nova Orleans des de Belize.

- El vol 52 d'Avianca va caure a Cove Neck, Long Island el 25 de gener de 1990 després que el Boeing 707 es quedés sense combustible en ple vol i perdés potència en els seus motors.

- El vol 751 de Scandinavian Airlines es va estavellar prop de l'Aeroport d'Estocolm-Arlanda el 27 de desembre de 1991. La causa es va atribuir a la ingestió de neu pels motors.

- El vol 421 de Garuda Indonèsia va perdre potència en els seus motors després que el Boeing 737 entrés en una tempesta de calamarsa el 16 de gener de 2002.

## Filmografia
Aquest accident està recreat a la Temporada 5, Capítol 6 de la sèrie Mayday: Catástrofes aéreas: "Tormenta en el sur" i presentat també a Mayday: Informe Especial, titulat "Clima peligroso", transmès al National Geographic Channel.